# Grupo R (automovilismo)
Los Grupo R son una serie de regulaciones para automóviles de carreras derivados de modelos de producción en serie para su adaptación en competiciones de rallyes. Son regulados por la FIA y nacieron con el objetivo de motivar a más fabricantes de automóviles a entrar en la disciplina. Se establecieron en 2012 y tomaron efecto en 2013, por lo que a partir de esta fecha, ningún coche pudo homologarse como grupo A o N y los existentes fueron reclasificados dentro de la normativa nueva.
Los automóviles pertenecientes a las clases R1, R2 y R3 (todos de dos ruedas motrices) son los autorizados a competir en el campeonato WRC 3, certamen introducido en 2013 y que sustituyó al Campeonato de Producción. Los pertenecientes al R4 y R5 (junto a los S2000, RRC y N4) compiten en el campeonato WRC 2 que sustituyó al Campeonato Super 2000.
A finales de 2010 la FIA decidió modificar la normativa de la clase R4 permitiendo a estos vehículos ser más competitivos de cara a la temporada 2011, para estar a la altura de los Super 2000. El 1 de marzo de 2011, los Mitsubishi Lancer Evolution y el Subaru Impreza obtuvieron la homologación R4, que serán aplicables al Evo IX y Evo X en el caso del Lancer y todas las versiones que hayan salido desde 2007 para el Impreza. Las diferencias con respecto a las versiones de Grupo N, radicarán en un pequeño aligeramiento y en un aumento del recorrido de suspensión. En 2019 el preparador francés Oreca obtuvo la aprobación de los Kit R4, por lo que a partir de 2020 podrán participar oficialmente en los campeonatos FIA como el WRC.

## Características

### R1
- Toyota TMG Yaris R1A[9]
- Citroën DS3 R1
- Renault Twingo R1
- Ford Fiesta R1[10]
- Hyundai i20 Coupé R1
- Toyota Vitz R1
- Toyota Yaris R1[11]

### R2

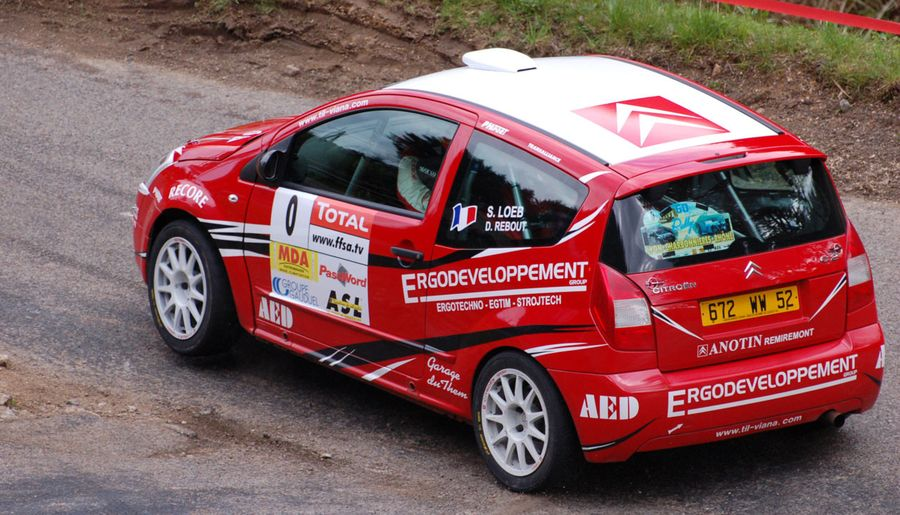
Citroën C2 R2 MAX.

Los R2 son vehículos pequeños de tracción delantera con motores de 1.400 cc hasta los 2.000 cc sin turbo. Cuenta con dos subcategorías: R2B y R2C. Algunos de los modelos homologados dentro de esta categoría se encuentrasn: el Skoda Fabia R2B, 
Citroën C2 R2B, Peugeot 207 R2B, Peugeot 208 R2B, Renault Twingo R2B, Opel Adam R2B o Ford Fiesta R2B, este último que fue utilizado en el Campeonato Mundial de Rally Junior entre 2011 y 2013.
- Citroën C2 R2[11]
- Ford Fiesta R2[12]
- Škoda Fabia R2[13]
- Renault Twingo R2[1]
- Peugeot 208 R2[1]
- Opel Adam R2[1]

### R3

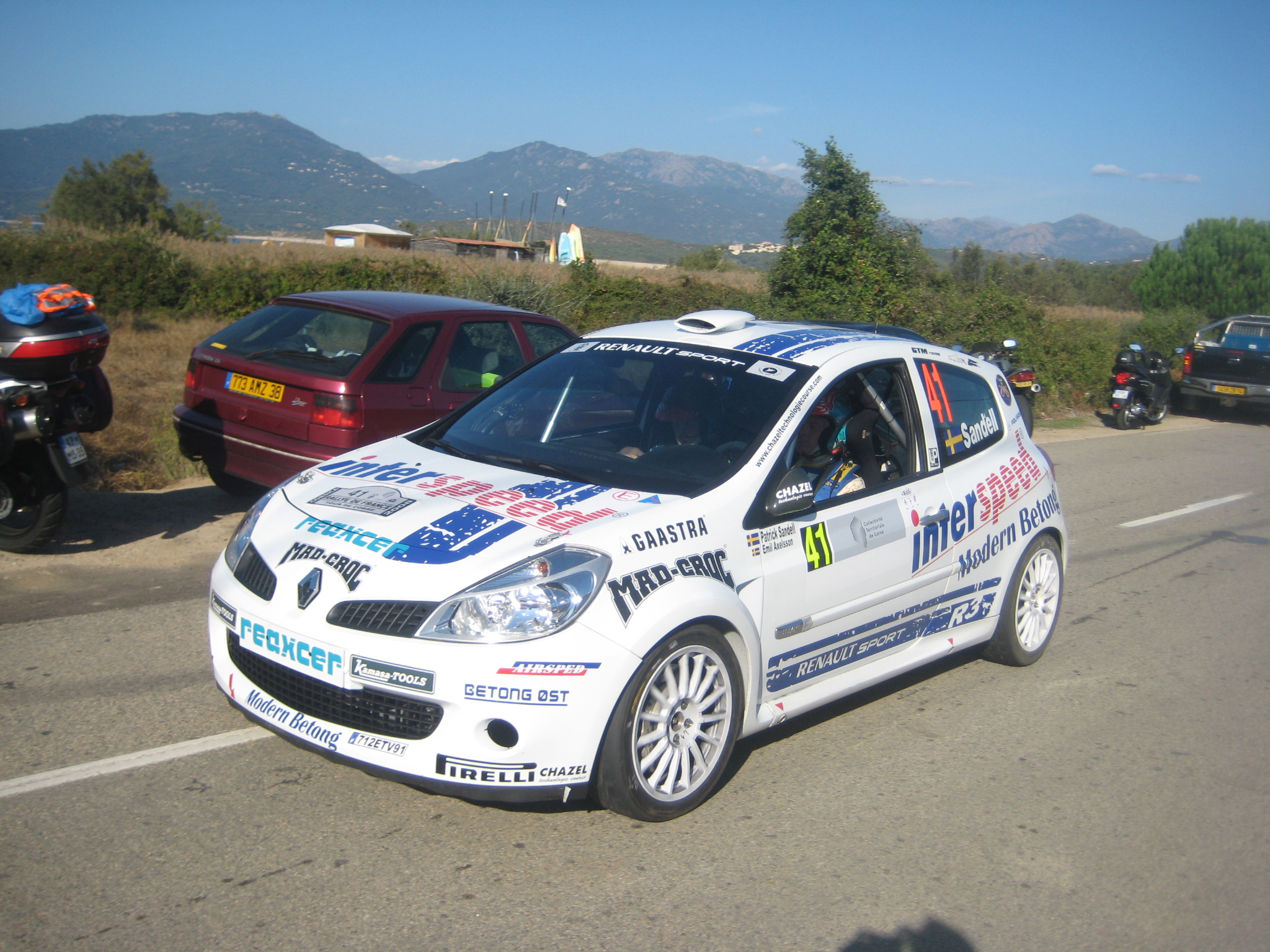
Renault Clio R3.

- Renault Clio R3C[11]
- Fiat Punto R3D[11]
- Toyota GT86 CS-R3C[11]
- Citroën DS3 R3T[14]
- Renault Clio R3T[15]
- Fiat 500 R3T[11]
- Honda Civic Type R R3C[11]

### R4
Los vehículos de la categoría R4 se consideran una evolución del grupo N. Se introdujeron cambios en esta categoría a fin de hacerlos competitivos frente a los S2000, tales como el peso mínimo en 1.300 kg y el diámetro de la brida del turbo en 33 mm. También se produjeron cambios en el chasis y la carrocería. La mayoría de los R4 son de tracción a las cuatro ruedas y algunos de los modelos más representativos son: Subaru Impreza WRX STi 2007, Subaru Impreza WRX STi Spec C 2009, Subaru Impreza WRX STi 4 Door 2010, Mitsubishi Lancer EVO IX o Mitsubishi Lancer Evolution X.
- Subaru Impreza R4[5]
- Mitsubishi Lancer Evo R4[5]
- Renault Megane RS R4

Modelos aprobados por la FIA y desarrollados por Oreca:
- Toyota Etios R4[7]
- Lada Kalina R4[7]
- Dacia Sandero R4[7][16]
- Nissan Micra R4[7]
- Toyota Yaris R4[7]
- Fiat 500X R4[7]
- Toyota Yaris GR R4[7]

### R5

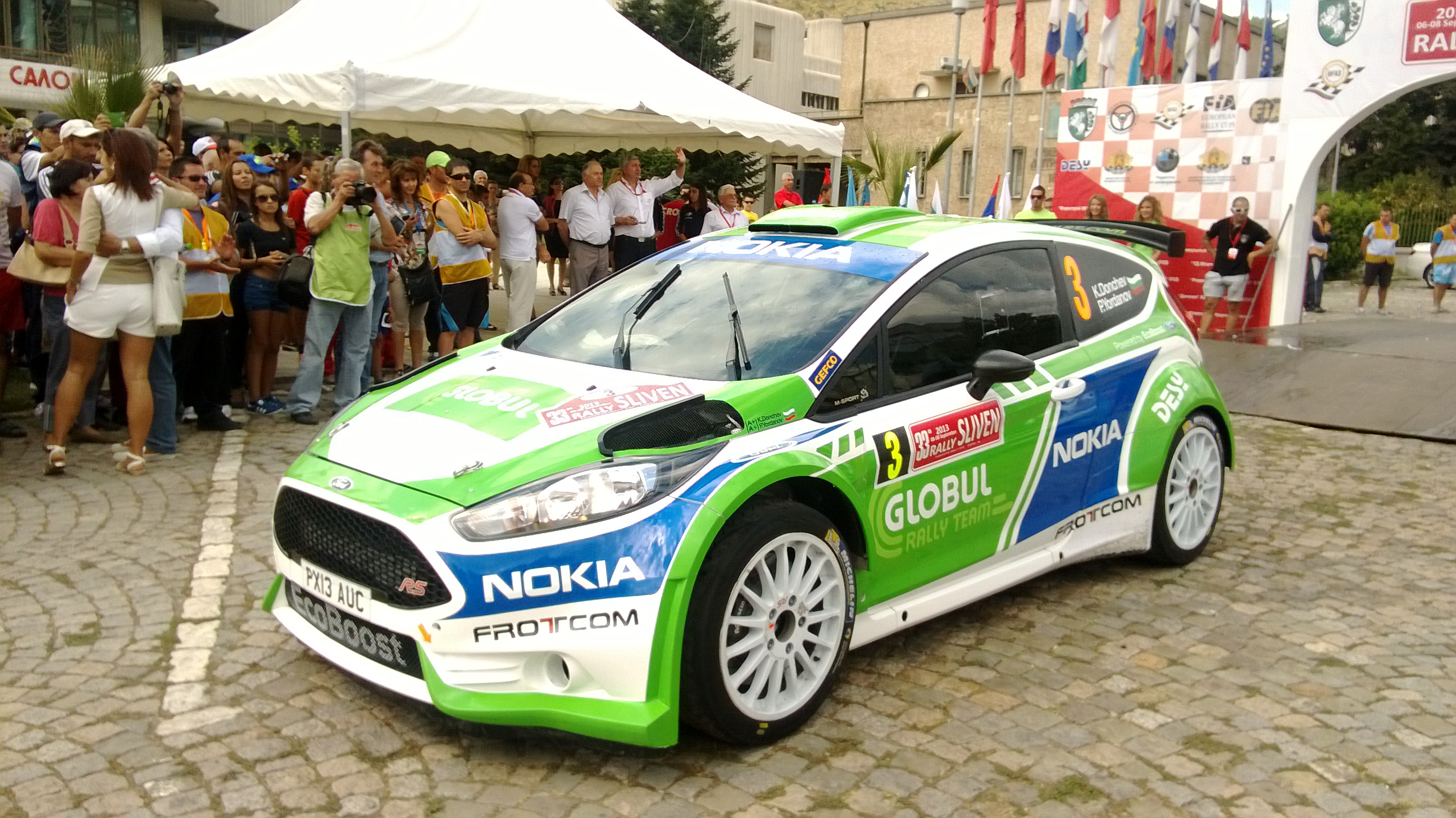
El Ford Fiesta R5 es uno de los vehículos más destacados de la categoría R5.

Los vehículos de la categoría R5 se equiparan por su potencial a los World Rally Car y a los RRC. Comparte algunas características con estos como el peso mínimo o el ancho de vías, sin embargo cuentan con elementos parecidos a los modelos de serie y no cuenta con el paquete aerodinámico y mecánico como los WRC. La brida del turbo debe ser de 32 mm y poseen 20 cv de potencia menos (280 cv) que los WRC. La mayor diferencia radica en el coste, puesto que son más económicos por lo que compiten en precio contra los Super 2000 y los RRC pero ofrecen mayores ventajas. Los primeros modelos en ser homologados como R5 fueron el Ford Fiesta y el Peugeot 208, ambos presentados en el Rally de Ypres de 2013, una prueba del campeonato de Europa, que circularon en la caravana de la misma.
Desde su entrada en vigor se les consideran el futuro de los rallies e incluso el sustituto de los World Rally Car, categoría reina desde el año 1997.
- Ford Fiesta R5[19]
- Peugeot 208 R5[20]
- Citroën DS3 R5[21]
- Mitsubishi Mirage R5[22][21]
- Škoda Fabia R5[21]
- Hyundai i20 R5
- Citroën C3 R5
- Volkswagen Polo GTI R5
- Proton Iriz R5[23][24]

### RGT
- Lotus Exige R-GT[25]

## Comparativa técnica
| Categoría | Clase | Capacidad motor   | Tipo motor              | Combustible | Peso mínimo | Tracción             | Unidades requeridas |
| --------- | ----- | ----------------- | ----------------------- | ----------- | ----------- | -------------------- | ------------------- |
| RC1       | WRC   | 1600 cc           | Turbo                   | Gasolina    | 1230 kg     | Integral             | 2500 por año        |
| RC2       | R4    | Más de 2000 cc    | Turbo                   | Gasolina    | 1300 kg     | Delantera o integral | -                   |
| RC2       | R5    | 1600cc            | Turbo                   | Gasolina    | 1230 kg     | Integral             |                     |
| RC3       | R3C   | 1600cc a 2000cc   | Atmosférico             | Gasolina    | 1080 kg     | Delantera            | 2500 por año        |
| RC3       | R3D   | Hasta 2000cc      | Sobrealimentado         | Diésel      | 1150 kg     | Delantera            | 2500 por año        |
| RC3       | R3T   | 1600cc            | Turbo                   | Gasolina    | 1080 kg     | Delantera            | 2500 por año        |
| RC4       | R2B   | 1400 cc a 1600 cc | Atmosférico             | Gasolina    | 1030 kg     | Delantera            | 2500 por año        |
| RC4       | R2C   | 1600 cc a 2000 cc | Atmosférico             | Gasolina    | 1030 kg     | Delantera            | 2500 por año        |
| RC5       | R1A   | Menos de 1400cc   | Atmosférico             | Gasolina    | 980 kg      | Delantera            | 2500 por año        |
| RC5       | R1B   | 1400 cc a 1600 cc | Atmosférico             | Gasolina    | 1030 kg     | Delantera            | 2500 por año        |
| RC5       | R1T   | 1400 cc           | Turbo                   | Gasolina    |             | Delantera            | 2500 por año        |
| RGT       | RGT   | Sin límite        | Turbo o sobrealimentado | Gasolina    |             | Trasera              |                     |